# Weeshuis Sint-Vincentius
Het weeshuis Sint-Vincentius was actief van de 19e eeuw tot de jaren 1960 in Zelem, België, was een opvangtehuis voor wezen en verwaarloosde kinderen. Het weesheid werd beheerd door de katholieke Zusters van de Heilige Vincentius a Paulo. Het weeshuis kende strenge opvoedingsmethoden, maar is ook bekend geworden wegens ernstige misstanden. De laatste jaren kwamen er steeds meer getuigenissen van lichamelijk en seksueel misbruik door medewerkers, waaronder geestelijken en verzorgers.
In 1995 werd een massagraf ontdekt op het terrein van het weeshuis, met de resten van tientallen kinderen, waarvan sommige mogelijk door mishandeling of verwaarlozing waren overleden. Deze ontdekking leidde tot publieke verontwaardiging en onderzoek naar de omstandigheden in het weeshuis. In 2024 verklaarde een oud-dienstknecht van het weeshuis dat hij jongens en meisjes had begraven op het kerkhof van Zelem.